# آق‌تپه، بسنی
آق‌تپه، بسنی (به لاتین: Aktepe, Besni) یک منطقهٔ مسکونی در ترکیه است که در استان آدیامان واقع شده‌است.